# Kikkerten
 For alternative betydninger, se Teleskop (flertydig). (Se også artikler, som begynder med Teleskop)
Kikkerten eller Teleskopet (Telescopium) er et stjernebillede på den sydlige himmelkugle.
I 2020 blev det sandsynliggjort af astronomer på European Southern Observatory, at nærmeste opdagede sorte hul (del af HR 6819) er en del af Kikkerten, kun er 1000 lysår fra Jorden, Solsystemet.